# 비닐하우스

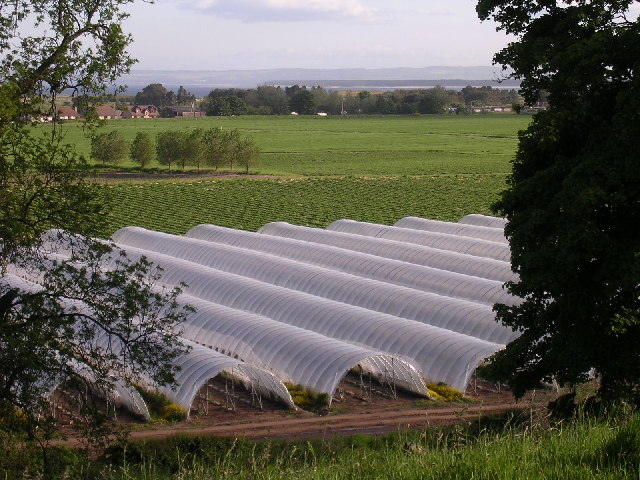
앵거스 (의회 구역)의 비닐하우스

비닐하우스(vinyl house, 순화어: 비닐 온실)는 농작물과 다른 식물을 재배하는 곳이다. 영어권에서는 "폴리터널(polytunnel) 또는 "후프 하우스(hoop house)"로 불린다. 일반적으로 강철로 만들어지고 폴리에틸렌으로 덮인 터널로, 일반적으로 반원형, 정사각형 또는 길쭉한 모양이다. 태양으로부터 들어오는 태양 복사열이 건물 내부의 식물, 토양 및 기타 물질을 따뜻하게 해주기 때문에 열이 구조물에서 빠져나가는 속도보다 더 빨리 내부가 뜨거워진다. 식물은 바깥의 영향을 받지 않고 일 년 내내 재배된다. 뜨거운 내부 표면의 열에 의해 데워진 공기는 지붕과 벽에 의해 건물에 유지된다. 온도, 습도 및 환기는 비닐하우스에 고정된 장비를 사용하거나 통풍구를 수동으로 열고 닫는 방식으로 제어할 수 있다. 비닐하우스는 주로 온대 지역에서 유리 온실 및 줄 덮개와 유사한 방식으로 사용된다. 모든 비닐하우스가 제공하는 수동형 태양열 외에도 보조 난방의 모든 변형(온실 난방부터 최소 난방, 비가열 주택까지)이 현재 실행되고 있다. 높은 터널 내부에 줄 덮개와 낮은 터널이 중첩되는 것도 일반적이다.
비닐하우스는 주변 환경에서 사용할 수 있는 것보다 더 높은 온도 및 습도를 제공하는 데 사용될 수 있지만 강렬한 열, 밝은 햇빛, 바람, 우박 및 한파로부터 작물을 보호할 수도 있다. 이를 통해 일반적으로 비수기로 간주되는 시기에 과일과 채소를 재배할 수 있다. 시장 정원사들은 일반적으로 계절 연장을 위해 비닐하우스를 사용한다. 계절 연장 외에도 비닐하우스는 추위에 강한 작물이 야외에서 생존할 만큼 강하지 않은 지역에서 겨울을 나도록 하는 데에도 사용된다. 실외 대기보다 온도가 5~15°C(9~27°F)만 상승하고 바람에 의한 건조 효과로부터 보호하는 것만으로도 선택된 식물 품종이 죽지 않고 느리지만 건강하게 자랄 수 있다. 그 효과는 적도에 더 가까운 여러 강건한 지역의 온도를 시뮬레이션하는 미기후를 생성하는 것이다(그리고 바람으로부터도 보호함).
작물에 영향을 미치는 모든 요소는 비닐하우스에서 통제될 수 있다. 비닐하우스는 식물의 수익 가치가 비용을 정당화할 수 있기 때문에 화초 재배 및 식물 묘목장에서 자주 사용된다.
근래 몇 년 동안 비닐하우스 구조의 진정한 적응성은 축사에 맞게 조정함으로써 실현되었다. 이제 영국에서는 양, 알파카, 염소, 송아지 및 가금류를 수용하는 데 사용되는 비닐하우스를 보는 것이 흔한 일이다.
한국에 처음 하우스 재배법을 창안한 사람은 박해수(1926~1985)이다.

## 같이 보기
- 온실
- 바이오스피어 2